# 계면조
계면조(界面調)는 한국 음악에 쓰이는 조의 하나이다.
계면조는 오음계 라(la)선법이다. 정악에는 임종을 으뜸음으로 하는 임종계면조(林鐘界面調)와 황종을 으뜸음으로 하는 황종계면조(黃鍾界面調)가 있는데, 앞의 것은 평조계면조(平調界面調), 뒤의 것은 우조계면조(羽調界面調)라고 부르기도 한다. 계면조는 황종·중려·임종의 3음이 주가 되어 3음계적인 기능이 강하다. 판소리에서 계면조는 3음계적인 면에서 정악의 계면조와 같으나 미분음의 흐름과 기타 부속적인 음구조가 다르므로 음악적인 느낌이 좀 다르다. 계면조는 서양음악의 단조와 비슷하다. 한국음악에서 계면조는 향토적인 특색이 강한 조로 정악에서 영산회상·가곡계면조·가사·시조·판소리계면조·남도민요 등 널리 쓰이는데 악곡에 따라 각각 약간의 특징이 다르다.

## 판소리의 계면조
판소리의 계면조는 전라도의 향토 가락에서 나온 것이다. 미·라·시 3음계가 주된 구성음이고, 시(Si) 위에 레(Re)에서 도(Do)에 이르는 미분음(微分音)이 있어 시(Si)에 흘러내린다. 변청에서는 많은 다른 음들이 나타난다. 라(La)로 마치는 수가 많고, 미(Mi)로 마치기도 한다. 계면조로 부르는 가락의 느낌은 부드럽고 슬픈 느낌을 주어, 이른바 한(恨)을 느끼는 애원성을 말한다. 따라서, 판소리 사설의 내용 중 여성적이고 부드럽고 혹은 슬픈 장면에 계면조 가락을 쓴다. 계면조로 부르는 유명한 대목은 <춘향가>의 이별가·옥중가·옥중상봉, <심청가>의 심청모 출상하는 데·출월만정, <흥보가>의 가난타령·박타령, <적벽가>의 고당상·새타령 등이 있다.